# Affaire de la Fondation Hamon
L'affaire de la Fondation Hamon concerne un ancien projet de musée d'art contemporain sur l'île Saint-Germain à Issy-les-Moulineaux, datant du début des années 2000, qui a depuis été abandonné. Son initiateur était Jean Hamon, qui fit fortune dans la promotion immobilière.

## Origine de l'affaire
Le projet repose sur une donation de Jean Hamon de près de 192 toiles et sculptures, d'une valeur estimée à 7 millions d'euros, au conseil général des Hauts-de-Seine, à l'époque présidé par Charles Pasqua. Ce fonds fut stocké dans le château de Jean Hamon à Bullion (Yvelines).
Le syndicat mixte de l’île Saint-Germain, présidé par Charles Pasqua et coprésidé par André Santini, député-maire UDF d'Issy-les-Moulineaux, est créé en 2000, entre le département des Hauts-de-Seine et la ville d’Issy-les-Moulineaux avec des contributions budgétaires de respectivement 2/3 et 1/3. En 2003, une juge versaillaise s'étonne de voir le département investir, sans contrôle des fonds, 800 000 euros versés à Jean Hamon pour l'entretien et le stockage des œuvres. Charles Pasqua et André Santini, ainsi que plusieurs hauts fonctionnaires, sont mis en examen dans ce dossier, à la mi-2003. En outre, Nicolas Sarkozy pourrait aussi être concerné par cette affaire, selon le quotidien Libération, puisque le conseil général a continué à effectuer ces versements à Jean Hamon pendant un an, après que Sarkozy est devenu président du conseil général. Le syndicat mixte verse des frais de garde à Jean Hamon jusqu'en 2011.
Par la suite, la fondation périclite. Le permis de construire a été annulé après un recours engagé par les riverains et l'association de défense de l'environnement Val-de-Seine Vert.

## L'affaire
L'affaire débute en mai 2003 après une dénonciation du comptable de Jean Hamon. La justice le soupçonne d'avoir gonflé les coûts. Jean Hamon a perçu près de 750 000 euros d'argent public.
Depuis la mi-2003, plusieurs mises en examen pour détournement de fonds publics sont décidées par la juge Nathalie Andreassian. Elles concernent en particulier des élus et des fonctionnaires du conseil général des Hauts-de-Seine.
En novembre 2008, le parquet de Versailles demande à la juge de rouvrir son dossier. Elle refuse, estimant avoir bouclé ses investigations. Le procureur général de la cour d'appel intervient et, le 20 mars 2009, la chambre de l'instruction (l'organe qui contrôle le travail des juges d'instruction), rend son arrêt.
Dans un arrêt de 16 pages, la chambre de l'instruction estime que le délit de « détournements de fonds publics », pour lequel André Santini et Charles Pasqua sont poursuivis, n'est pas caractérisé. Idem pour le délit de « prise illégale d'intérêts ». C'est le cœur du dossier qui est attaqué. La chambre de l'instruction conclut en invitant la juge d'instruction Nathalie Andreassian à reprendre ses investigations. 
Le 6 avril 2011, cette dernière décide une ordonnance de renvoi devant le tribunal correctionnel. Le 21 janvier 2013, le tribunal correctionnel de Versailles condamne Charles Pasqua, à deux ans de prison avec sursis, à une amende de 150 000 euros et à deux ans d'inéligibilité, et André Santini à deux ans de prison avec sursis, à une amende de 200 000 euros et à cinq ans d'inéligibilité.
Il est fait appel du jugement et un nouveau procès a lieu en mai 2015. Le 23 septembre 2015, la cour d'appel de Versailles relaxe André Santini. Le président de la cour précise que Charles Pasqua aurait également été relaxé s'il n'était pas décédé auparavant.
Le parquet général se pourvoit en cassation. La cour de cassation ordonne un troisième procès pour André Santini portant uniquement sur le délit annexe de prise illégale d'intérêts, rendant définitive sa relaxe concernant le détournement de fonds publics. Le 20 mars 2018, André Santini est relaxé du délit annexe de prise illégale d'intérêts par la cour d'appel de Paris.

## Les protagonistes
- Jean Hamon, mis en examen pour recel de détournement de fonds public.
- Charles Pasqua, sénateur UMP des Hauts-de-Seine. Il est mis en examen le 23 mai 2006 pour « prise illégale d'intérêt ». Le 21 janvier 2013, il est condamné à deux ans de prison avec sursis, à une amende de 150 000 euros et à deux ans d'inéligibilité. Ce jugement n'a jamais été définitif, Charles Pasqua étant décédé durant le procès en appel[10].
- André Santini, maire UDI d'Issy-les-Moulineaux (Hauts-de-Seine) et ancien secrétaire d'État à la fonction publique. Il est mis en examen le 3 juin 2006 pour prise illégale d'intérêt. Le 21 janvier 2013, il est condamné à deux ans de prison avec sursis, à une amende de 200 000 euros et à cinq ans d'inéligibilité. Le 23 septembre 2015, il est relaxé par la cour d'appel de Versailles. Le 20 mars 2018, il est relaxé définitivement par la cour d'appel de Paris.

## Sources
- « Le rapport qui accable Pasqua et Santini », Michel Deléan, Le Journal du dimanche, 28 octobre 2007
- « André Santini mis en examen dans l'affaire de la fondation Hamon », AFP, 3 juin 2006
- « Fondation Hamon : Charles Pasqua mis en examen », AP, 23 mai 2006
- « À Issy-les-Moulineaux, la gabegie de Pasqua et Santini », Libération, 7 avril 2004
- « Un mécène en prison », Journal du Dimanche, Michel Deléan, 28 septembre 2003
- « Affaire Hamon : ils respirent mieux », Le Parisien, 24 mars 2009
- « L’ordonnance de renvoi de l’affaire de la Fondation Hamon du 6 avril 2011 » sur frenchleaks.fr